# Terminus Paradis - Capolinea Paradiso
Terminus Paradis - Capolinea Paradiso (Terminus Paradis) è un film del 1998 diretto da Lucian Pintilie.

## Riconoscimenti
- Leone d'argento - Gran premio della giuria al Festival di Venezia